# Rhinoliparis barbulifer
Rhinoliparis barbulifer är en fiskart som beskrevs av Gilbert, 1896. Rhinoliparis barbulifer ingår i släktet Rhinoliparis och familjen Liparidae. Inga underarter finns listade i Catalogue of Life.